# Rio Pitangui
O rio Pitangui é um curso de água do estado do Paraná. banha os municípios de Castro, Carambeí e Ponta Grossa.

## Etimologia
Seu nome provém do tupi antigo  'ybapytangy, que significa "rio das pitangas" ( 'ybapytanga, "pitanga" +  'y, "rio").

## Percurso
Tem sua nascente no sudeste do município de Castro; junta suas águas com o rio Jutuva nos limites do município de Ponta Grossa, onde é barrado na Represa dos Alagados, que fornece água à cidade de Ponta Grossa. No município de Ponta Grossa, colhe as águas de vários cursos de água, sendo, o seu principal afluente o rio Verde. Tem sua foz no rio Tibagi, ainda no município de Ponta Grossa.